# Ravenea albicans
Ravenea albicans ist eine Pflanzenart aus der Gattung Ravenea innerhalb der Familie der Palmengewächse (Arecaceae). Diese stark gefährdete Art kommt nur im nordöstlichen Madagaskar vor.

## Beschreibung

### Vegetative Merkmale
Ravenea albicans wachsen als schlanke Palmen des Unterholzes. Der Stamm erreicht Wuchshöhen von 3 bis 6 Metern und Brusthöhendurchmesser bis zu 11 Zentimetern. Ravenea albicans besitzt im äußeren Bereich des Stammes eine Schicht von dicht stehenden, sehr harten Längsfasern, die zur Härte des Stammes beitragen.
Bei Ravenea albicans verbleiben die Reste der Blattscheiden der abgestorbenen Blätter am Stamm und bilden eine dichte Schicht um den oberen Teil des Stammes.
Etwa acht Palmwedel sind spiralig in der Krone angeordnet. Der Palmwedel ist 3 bis 4 Meter lang und in Blattscheide, -stiel und -spreite gegliedert. Der Übergang von der Blattscheide zum Blattstiel ist undeutlich. Junge Scheiden sind zunächst geschlossen und werden dann von den später gebildeten Blättern aufgerissen; sie zerfallen und verschwinden allmählich. Die Blattscheide ist etwa 72 Zentimeter lang und über grün braun-filzig behaart. Der Blattstiel ist an der Oberseite gefurcht und bei einer Länge von 0 bis 34 Zentimetern im unteren Bereich etwa 4 Zentimeter breit, im oberen Bereich etwa 3,3 Zentimeter breit. Die etwa 3,7 Meter langen Rhachis ist in der Mitte 2 bis 2,2 Zentimeter breit mit einem etwa 8 Millimeter breiten Kiel und besonders auf der Unterseite querlaufend gestreift. setzen die unteren Blättchen an der Kante an, weiter oben setzen sie in schmalen Kanälen am Rand der Rhachis an.
Die Blattfieder sind zahlreich und Die 45 bis 47 Blattfiedern an einer Rhachisseite stehen immer in einer Ebene und sind regelmäßig angeordnet. Als einzige Art der Gattung ist bei Ravenea albicans die Unterseite der Blattfieder dicht weiß wollig behaart. Von den Blattfiedern sind die unteren 62 bis 65 Zentimeter lang sowie 2,2 bis 2,5 Zentimeter breit und die mittleren 75 bis 83 Zentimeter lang sowie 6,6 bis 7,2 Zentimeter breit und die oberen 20 bis 25 Zentimeter lang sowie 0,8 bis 1,5 Zentimeter breit.
Das Eophyll, also das erste Laubblatt, das ein Pflanzenexemplar nach dem Keimblatt bildet, ist zweiteilig mit der charakteristisch weißen Unterseite der Blattfiedern.

### Generative Merkmale
Ravenea albicans ist zweihäusig getrenntgeschlechtig (diözisch), männliche und weibliche Blütenstände befinden an verschiedenen Exemplaren. Die Blütenstände stehen immer einzeln zwischen den Blattwedeln. Die männlichen Blütenstände sind einfach verzweigt und überragen die Spatha und Blattwedelreste kaum. Ihr Blütenstandsschaft ist dicht weiß flaumig behaart. Es sind drei, vielleicht vier, Hochblätter vorhanden, von denen das erst schon während der Anthese verwelkt ist; die im Herbarmaterial noch erkennbar sind weisen Längen von 25, 30 und 32 bis 35 Zentimetern auf. Ihre Blütenstandsachsen weisen eine Länge von 5 bis 8 Zentimetern sowie einen Durchmesser von etwa 2,5 Millimetern auf. Die weiblichen Blütenstände sind aufrecht, 126 bis 150 Zentimeter lang und einfach verzweigt. Ihr Blütenstandsschaft ist 94 bis 120 Zentimeter lang, weist im unteren Bereich einen Durchmesser von 1,2 bis 1,7 Zentimetern und im oberen Bereich einen Durchmesser von etwa 8 Millimetern auf; dort sind auch Hochblätter vorhanden, die beim Herbarmaterial 27, 34 und 46 Zentimeter lang sind. Die weiblichen Blütenstände stehen in der Achsel eines einzigen Vorblattes (Prophyll). Bei den weiblichen Blütenständen sind 8 bis 13 Seitenäste vorhanden, die eine Länge von 17 bis 29 Zentimetern aufweisen. Ihre Blütenstiele sind 1 bis 2 Millimeter lang.
Da die Bestände durch Dransfield und Beentje nie blühend oder fruchtend aufgefunden wurden, konnten 1995 Blüten und Früchte nicht überprüfend beschrieben werden. Die eingeschlechtigen Blüten sind dreizählig. In der Erstbeschreibung steht, dass bei den männlichen Blüten der Kelch zu dreieckigen Kelchzähnen, die kürzer als 2 Millimeter sind, reduziert ist, die freien oder kaum an ihrer Basis verwachsenen, ausgebreiteten Kronblätter bei einer Länge von 5 bis 6,5 Millimetern dreieckig mit spitzem oberen Ende sind, die äußeren Staubblätter frei lange Staubfäden aufweisen und die inneren Staubblätter mit der Innenseite der Kronblätter verwachsen sind, deshalb erscheinen deren Staubblätter wie sitzend.

## Vorkommen und Gefährdung
Von diesem Endemiten des nordöstlichen Madagaskars sind 2010 nur sieben fragmentierte Fundorte zwischen den Städten Ampasimanolotra und Antalaha bekannt. Es gibt eine Fundortangabe, die viel weiter südlich in der Nähe von Vondrozo liegt, die wurde 2010 nicht bestätigt.
Ravenea albicans wird 2010 in der Roten Liste der gefährdeten Arten der IUCN als EN = „Endangered“ = „stark gefährdet“ bewertet; es ist ein rezentes Monitoring erforderlich. Die Bestände werden durch Habitatverlust und Abholzung fortlaufend reduziert. Es gibt 2010 vielleicht 200 blühfähige Individuen. In ihrer natürlichen Umgebung wächst sie meist in feuchten Wäldern in den Bergtälern des nordöstlichen Madagaskars.

## Taxonomie
Die Erstbeschreibung erfolgte 1933 unter dem Namen Louvelia albicans durch Henri Lucien Jumelle in Annales du Musée Colonial de Marseille, Séries 5, 1, 1, S. 5. Das Typusexemplar wurde mit der Beschriftung „de la presqu'île de Masoala... en 1912 à 300 mètres d'altitude.“ mit der Sammelnummer „Perrier de la Bâthie 11939“ im Muséum National d'Histoire Naturelle, France, Paris hinterlegt. Die Neukombination zu Ravenea albicans (Jum.) Beentje wurde 1994 durch Henk Beentje in A Monograph of Ravenea (Palmae: Ceroxyloideae). im Kew Bulletin, Volume 49, Issue 4, S. 663 veröffentlicht. Das Artepitheton albicans bedeutet „weißlich“ und bezieht sich auf die für diese Art charakteristische Unterseite der Blattfieder.

## Nutzung
Die Palmherzen sind essbar.